# Сидрак, Ибрагим Исаак
Ибрагим Исаак Сидрак (копт. ⲁⲃⲣⲁϩⲁⲙ ⲓⲥⲁⲁⲕ ⲥⲉⲇⲣⲁⲕ, араб. إبراهيم إسحاق سدراك‎; род. 19 августа 1955 года, Бани-Шукаир, Египет) — египетский прелат. Епископ Эль-Миньи с 29 сентября 2002 по 15 января 2013. Патриарх Коптской католической церкви с 15 января 2013. Официальный титул — Его Блаженство — Патриарх Александрии.

## Биография
Ибрагим Исаак Сидрак родился 19 августа 1955 года в деревне Бани-Шукаир (мухафаза Асьют). После изучения философии и богословия в духовной семинарии в Маади, близ Каира, 7 февраля 1980 года принял священническое рукоположение, после чего в течение двух лет выполнял пастырское служение в Каире. Впоследствии он учился в Папском Григорианском университете в Риме, где получил докторантуру догматического богословия.
Вернувшись на родину, Ибрагим Исаак Сидрак был преподавателем догматики в духовной семинарии в Мааде. С 1990 года по 2001 год он был её ректором, а также директором катехизационного института Сакакини (Каир). Кроме того, он был генеральным секретарем отдела по вопросам катехизационного обучения Коптской католической церкви. В 2002 году назначен настоятелем кафедрального собора в Каире. В сентябре того же года Синод епископов Коптской католической церкви избрал Ибрагима Исаака Сидрака епископом Минье. Согласие Папы римского на этот выбор был официально объявлено 5 октября 2002 года. Епископская хиротония состоялась 15 ноября того же года (главным консекратором был тогдашний коптский католический патриарх Стефанос II Гаттас).
15 января 2013 года Синод епископов Коптской католической церкви избрал епископа Ибрагима Исаака Сидрака новым патриархом Александрийским, на место предыдущего патриарха Антония Нагиба, который отрекся от престола по состоянию здоровья. 18 января Папа Римский Бенедикт XVI предоставил новоизбранному патриарху церковное общение.